# Dinamarca en los Juegos Olímpicos de Nagano 1998
Dinamarca estuvo representada en los Juegos Olímpicos de Nagano 1998 por un total de 12 deportistas que compitieron en 6 deportes.  
El portador de la bandera en la ceremonia de apertura fue el patinador artístico Michael Tyllesen.

## Medallistas
El equipo olímpico danés obtuvo las siguientes medallas:
| Nombre                                                                    | Deporte | Competición |
| ------------------------------------------------------------------------- | ------- | ----------- |
| Oro                                                                       |         |             |
| —                                                                         |         |             |
| Plata                                                                     |         |             |
| Helena Blach Lavrsen Margit Pörtner Dorthe Holm Trine Qvist Jane Bidstrup | Curling | Equipo F    |
| Bronce                                                                    |         |             |
| —                                                                         |         |             |